# Símbolo de Levi-Civita

Símbolo de Levi-Civita.

En matemáticas, y en particular en cálculo tensorial, se define el símbolo de Levi-Civita, también llamado el símbolo de permutación, símbolo alternante o tensor de Levi-Civita, como sigue:

{\displaystyle \epsilon _{ijk}=\left\{{\begin{matrix}+1&{\mbox{si }}(i,j,k){\mbox{ es }}(1,2,3),(2,3,1){\mbox{ o }}(3,1,2)\\-1&{\mbox{si }}(i,j,k){\mbox{ es }}(3,2,1),(1,3,2){\mbox{ o }}(2,1,3)\\0&{\mbox{de otro modo }}i=j{\text{ o }}j=k{\text{ o }}k=i\end{matrix}}\right.}

nombrado así por Tullio Levi-Civita.  Se utiliza en muchas áreas de las matemáticas y en física.  Por ejemplo, en álgebra lineal, el  producto vectorial de dos vectores se puede escribir como:

{\displaystyle \mathbf {a\times b} ={\begin{vmatrix}\mathbf {e_{1}} &\mathbf {e_{2}} &\mathbf {e_{3}} \\a_{1}&a_{2}&a_{3}\\b_{1}&b_{2}&b_{3}\\\end{vmatrix}}=\sum _{i=1}^{3}\left(\sum _{j,k=1}^{3}\epsilon _{ijk}a_{j}b_{k}\right)\mathbf {e} _{i}}

o más simplemente:

{\displaystyle \mathbf {a\times b} =\mathbf {c} ,\ c_{i}=\sum _{j,k=1}^{3}\epsilon _{ijk}a_{j}b_{k}}

esta última expresión puede ser simplificada más usando la notación de Einstein, convención en la que se puede omitir el símbolo de sumatoria. El tensor cuyas componentes son dadas por el símbolo de Levi-Civita (un tensor covariante de rango 3) a veces se llama el tensor de permutación.

## Definición
Las dimensiones más comunes del símbolo Levi-Civita son la tercera y la cuarta, y en cierta medida la segunda, por lo que es útil para ver estas definiciones antes de generalizar a cualquier número de dimensiones.

### Dos Dimensiones
El símbolo Levi-Civita en dos dimensiones se define por:

{\displaystyle \epsilon _{ij}=\left\{{\begin{matrix}+1&{\mbox{si }}(i,j){\mbox{ es }}(1,2)\\-1&{\mbox{si }}(i,j){\mbox{ es }}(2,1)\\0&{\mbox{de otro modo }}i=j\end{matrix}}\right.}

### Tres Dimensiones
El símbolo Levi-Civita en tres dimensiones se define como sigue:

{\displaystyle \epsilon _{ijk}=\left\{{\begin{matrix}+1&{\mbox{si }}(i,j,k){\mbox{ es }}(1,2,3),(2,3,1){\mbox{ o }}(3,1,2)\\-1&{\mbox{si }}(i,j,k){\mbox{ es }}(3,2,1),(1,3,2){\mbox{ o }}(2,1,3)\\0&{\mbox{de otro modo }}i=j{\mbox{ o }}j=k{\mbox{ o }}k=i\end{matrix}}\right.}

### Cuatro Dimensiones
{\displaystyle \epsilon _{ijkl}=\left\{{\begin{matrix}+1&{\mbox{si }}(i,j,k,l){\mbox{ es }}(1,2,3,4),(1,3,4,2),(1,4,2,3),(2,1,4,3),(2,3,1,4),(2,4,3,1),(3,1,2,4),(3,2,4,1),(3,4,1,2),(4,1,3,2),(4,2,1,3){\mbox{ o }}(4,3,2,1)\\-1&{\mbox{si }}(i,j,k,l){\mbox{ es }}(1,2,4,3),(1,3,2,4),(1,4,3,2),(2,1,3,4),(2,3,4,1),(2,4,1,3),(3,1,4,2),(3,2,1,4),(3,4,2,1),(4,1,2,3),(4,2,3,1){\mbox{ o }}(4,3,1,2)\\0&{\mbox{de otro modo }}i=j\lor j=k\lor k=l\lor l=i\lor k=i\lor j=k\end{matrix}}\right.}

### Generalización anDimensiones
El símbolo de Levi-Civita se puede generalizar a dimensiones más altas:

{\displaystyle \epsilon _{ijkl\dots }=\left\{{\begin{matrix}+1&{\mbox{si }}(i,j,k,l,\dots ){\mbox{ es una permutación par de }}(1,2,3,4,\dots )\\-1&{\mbox{si }}(i,j,k,l,\dots ){\mbox{ es una permutación impar de }}(1,2,3,4,\dots )\\0&{\mbox{si dos índices son iguales}}\end{matrix}}\right.}

Una permutación de la serie 1,2,3,4... es par si se puede reducir a la serie ordenada inicial a través de un número par de intercambios de posiciones, y en caso contrario es impar. Ver permutación par o grupo simétrico para una definición formal de 'permutación par' y de 'permutación impar'.